# Paracymothoa
Paracymothoa är ett släkte av kräftdjur. Paracymothoa ingår i familjen Cymothoidae.
Kladogram enligt Catalogue of Life:
| Paracymothoa | \| \| Paracymothoa astyanaxi \| \| \| \| \| \| Paracymothoa parva \| \| \| \| \| \| Paracymothoa tholoceps \| \| \| \| |
|              | \| \| Paracymothoa astyanaxi \| \| \| \| \| \| Paracymothoa parva \| \| \| \| \| \| Paracymothoa tholoceps \| \| \| \| |
|              | Paracymothoa astyanaxi                                                                                                 |
|              | |
|              | Paracymothoa parva |
|              | |
|              | Paracymothoa tholoceps                                                                                                 |
|              | |